# Laura Restrepo
Laura Restrepo, né en 1950 à Bogota, est une écrivaine et journaliste colombienne. Elle est notamment connue pour son roman Delirio (es).

## Biographie
Née en 1950, elle étudie la philosophie et les lettres à l'université des Andes, puis continue des études en scuiences politiques. 
Elle enseigne ensuite. Puis elle est journaliste. Elle écrit dans divers périodiques et, militante trotskiste, doit à plusieurs reprises quitter la Colombie pour trouver refuge temporairement en exil,.
Elle participe à la négociation entre le gouvernement colombien et la guérilla M-19,. Elle écrit également une dizaine de romans qui laissent percer une conscience sociale bouleversante. Son roman Delirio (es) explore les rapports entre sexe et pouvoir, sur fond de drame familial. Il remporte le prix Alfaguara du roman (es) en 2004 et celui du Grinzane Cavour en 2006.

## Œuvres

### Romans
- La isla de la pasión (1989)
- Leopardo al sol (1993)
- Dulce compañía (1995)
- La novia oscura (1999)
- La multitud errante (2001)
- Olor a rosas invisibles (2002)
- Delirio (2004)
- Demasiados héroes (2009)
- Hot sur (2012)

### Contes
- Pecado (2016)

### Reportage
- Colombia, historia de una traición (1986), réédité ensuite sous Historia de un entusiasmo (1995)

### Autres
- Operación Príncipe (1988), témoignage coécrit avec Roberto Bardini et Miguel Bonasso.
- Las vacas comen espaguetis (1989), poésies pour enfants.